# Громо
Громо (итал. Gromo) — коммуна в Италии, располагается в регионе Ломбардия, в провинции Бергамо.
Население составляет 1233 человека (2008 г.), плотность населения составляет 62 чел./км². Занимает площадь 20 км². Почтовый индекс — 24020. Телефонный код — 0346.
Покровителем населённого пункта считается святой апостол Иаков Зеведеев.

## Демография
Динамика населения:

## Администрация коммуны
- Официальный сайт: http://www.comune.gromo.bg.it/